# Рочестер-Хилс
Рочестер-Хилс (англ. Rochester Hills) — город в США в округе Окленд штата Мичиган.
Рочестер-Хилс — северный пригород Детройта, расположенный примерно в 40 км к северу от центра города. По данным переписи 2020 года, население города составляло 76 300 человек.

## История
До прихода европейцев территория, ныне известная как Рочестер-Хилс, была заселена коренными американцами, а именно потаватоми. Потаватоми зависели от обильных водных источников этого региона, таких как река Клинтон и Пейнт-Крик, для выращивания сельскохозяйственных культур, рыболовства и путешествий. Они жили здесь до тех пор, пока Детройтский договор 1807 года не заставил их, вместе с народами одава, вайандот и оджибве, уступить свои земли в юго-восточном Мичигане.